# Randy Jackson
Pour les articles homonymes, voir Randy Jackson (homonymie) et Jackson.
Randall Darius « Randy » Jackson, né le 23 juin 1956 à Bâton-Rouge, Louisiane, est un bassiste, chanteur, producteur, manager et une personnalité de la télévision américaine. Il est connu pour être l'un des jurés du télécrochet American Idol et le producteur de l'émission de MTV America's Best Dance Crew. Jackson a remporté un Grammy Award en tant que producteur.

## Discographie

### Albums
| Année | Album                                                       | Classement | Classement |
| Année | Album                                                       | US         | US R&B     |
| ----- | ----------------------------------------------------------- | ---------- | ---------- |
| 2008  | Randy Jackson's Music Club, Vol. 1 - Label : Dream Merchant | 50         | 33         |

### Singles
| 2008                                                                       | Dance Like There's No Tomorrow (avec Paula Abdul)  | 62 | 48 | 2 | 29 | 68 | Randy Jackson's Music Club, Vol. 1 |
| 2008                                                                       | Real Love (avec Katharine McPhee et Elliott Yamin) | —  | —  | — | —  | —  | Randy Jackson's Music Club, Vol. 1 |
| "—" indique que l'album ne s'est pas classée dans le hit-parade de ce pays |                                                    |    |    |   |    |    |                                    |